# Boda de Astrid de Noruega y Johan Martin Ferner
La boda de la princesa Astrid de Noruega y el medallista olímpico Johan Martin Ferner tuvo lugar el 12 de enero de 1961 en la Iglesia de Asker. 

## Antecedentes
Astrid era la segunda hija del rey Olaf V de Noruega y la princesa Marta, fallecida en 1954. Desde el fallecimiento de su madre ejercía muchas veces de primera dama.
Por su parte, Johan era hijo de Ferner Jacobsen y Ragnhild Olsen y había sido medallista olímpico en el año 1952. Johan se había casado en el año 1953 con la artista Ingeborg Hesselberg-Meyer de la cual se divorció en 1956.
La pareja no tenía la probación del rey Olaf por su diferente estatus y porque Fermer había estado casado previamente. Finalmente el monarca noruego aceptó. 

## Boda

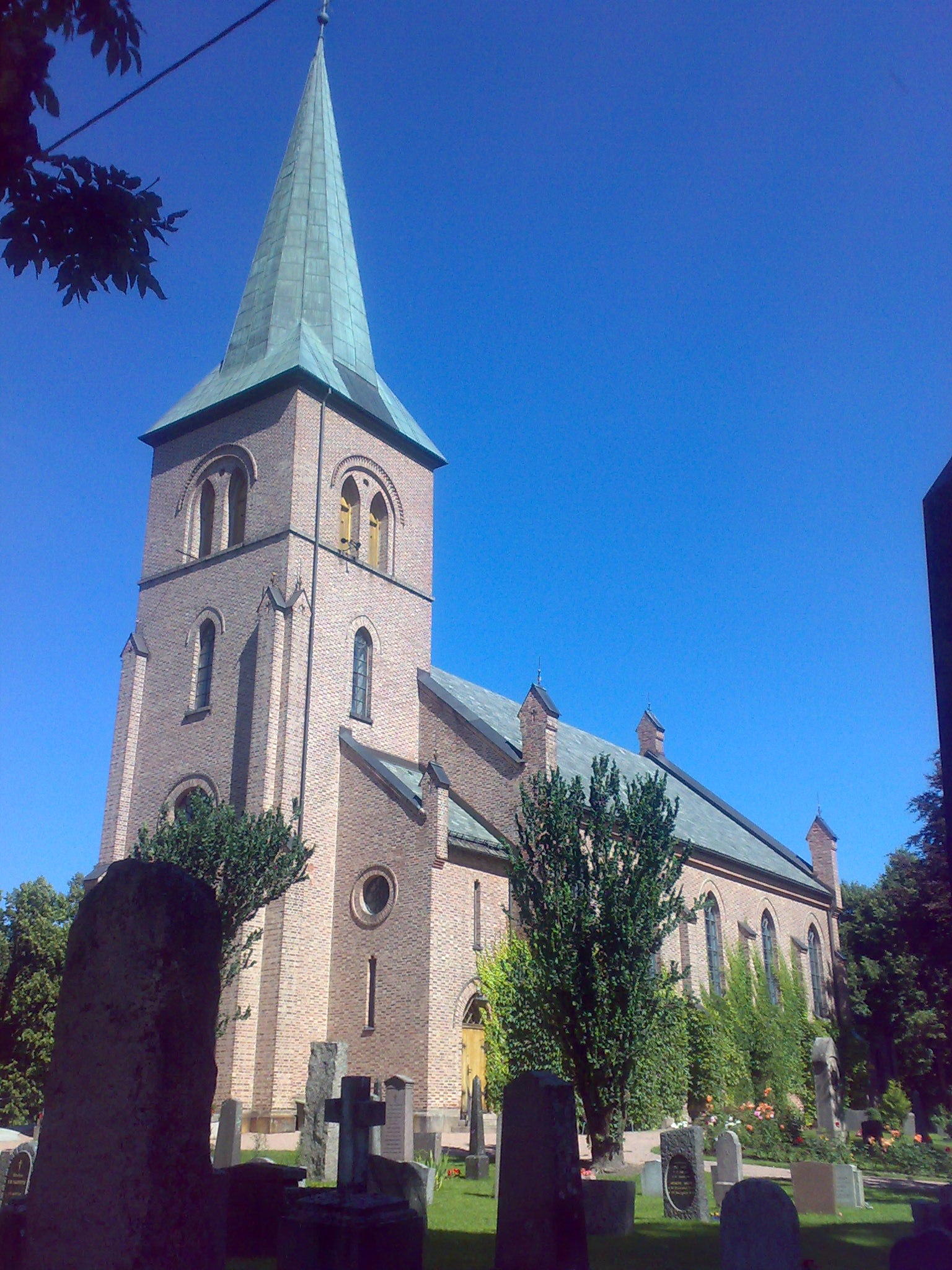
Iglesia de Asker

Astrid y Johan se casaron el 12 de enero de 1961 en la Iglesia de Asker. La ceremonia fue oficiada por el obispo de Nidaros, ya que el obispo de Oslo y el sacerdote de Asker se negaron a presidir la ceremonia. 
Posteriormente se celebró un banquete en el Palacio de Skaugum. Con este matrimonio Astrid perdió el tratamiento de Alteza Real y dejó de ejercer de primera dama. 

## Invitados
- Rey Olaf V de Noruega
- Príncipe heredero Harald de Noruega
- Princesa Ragnhild de Noruega
- Princesa heredera Margarita de Dinamarca
- Gran duque heredero Juan de Luxemburgo y gran duquesa heredera Josefina Carlota
- Príncipe Bertil de Suecia
- Princesa Margarita de Suecia

## Otros datos
Astrid y Johan tuvieron cinco hijos:
- Cathrine Ferner (22 de julio de 1962)
- Benedikte Ferner (27 de septiembre de 1963)
- Alexander Ferner (15 de marzo de 1965)
- Elisabeth Ferner (30 de marzo de 1969)
- Carl-Christian Ferner (22 de octubre de 1972)

Johan falleció el 24 de enero de 2017 a los 87 años de edad. 